# Jan-André Sievers
Jan-André Sievers (* 5. August 1987 in Frankfurt am Main) ist ein deutscher Fußballspieler.

## Karriere
Sievers, Sohn von Ralf Sievers, begann mit dem Fußballspielen in den Jugendmannschaften des Lüneburger SV, Lüneburger SK und des Hamburger SV. Beim HSV kam er bis in die 2. Mannschaft. Zur Saison 2007/08 wechselte er zum Niedersachsenligisten Lüneburger SK und ging nach einem halben Jahr weiter zum VfB Lübeck. Zur Saison 2008/09 schloss er sich den in der 3. Liga spielenden Kickers Emden an.
Zu Beginn der Saison 2009/10 wechselte Sievers zum FC Carl Zeiss Jena, bei dem er einen Zweijahresvertrag unterschrieb. Nachdem er dort auch verletzungsbedingt nicht zum Stammspieler geworden war, wechselte er nach einem Jahr weiter zum SV Sandhausen. Dort war er in seiner ersten Spielzeit Stammspieler auf der rechten Abwehrseite. Im zweiten Jahr kam er nur noch sechsmal zum Einsatz. Mit dem Verein stieg er 2012 in die 2. Bundesliga auf und wechselte zum Regionalligisten SC Fortuna Köln. Mit der Fortuna scheiterte er in der Saison 2012/13 als Tabellenzweiter am Aufstieg in die 3. Liga. In der folgenden Saison 2013/14 stieg er schließlich mit der Fortuna in die 3. Liga auf. Anschließend wechselte er zurück zum VfB Lübeck in die Regionalliga Nord, bei dem er einen Dreijahresvertrag unterzeichnete. Dieser Vertrag wurde jedoch ein Jahr vor Vertragsende aufgelöst und Sievers schloss sich dem NTSV Strand 08 in der Schleswig-Holstein-Liga an.

## Erfolge
- Aufstieg in die 2. Bundesliga mit dem SV Sandhausen 2012
- Aufstieg in die 3. Liga mit dem SC Fortuna Köln 2014